# キュー・テック
株式会社キュー・テック（英: Q-TEC, INC.）は、かつて存在した録画物のVTR編集、オフライン編集、ノンリニア編集、MA、Blu-ray Discなどのオーサリング等を手がけていた日本のポストプロダクション。
2022年10月1日に同じくメモリーテック・ホールディングス傘下であったポニーキャニオンエンタープライズと合併し、新たに「株式会社クープ」を設立した。以降は、主要事業所の1つ「キュー・テックスタジオ」という扱いとなった。

## 沿革
- 1981年 - パイオニアがレーザーディスクの製造・普及拡大を目的にレーザーディスク株式会社を設立。同時に音響・映像編集スタジオを設置。
- 1989年 - レーザーディスク株式会社（同時期にパイオニアLDC株式会社に商号変更）から音響・映像編集スタジオを分離して発足。
- 2003年 - パイオニアが筆頭株主となる。
- 2004年 - パイオニアが経営不振に陥った時期を境にして、パイオニアから独立。
- 2007年 - ポニーキャニオン・三菱商事傘下で、音楽・映像メディアの生産委託を主力事業としているメモリーテック株式会社の系列になる。
- 2008年11月 - リアルD社の3Dプレビューシステムを導入。編集スタジオとしてはアジア地域で初導入[2]。
- 2009年 - ゴンゾのデジタル映像事業を譲受。100%子会社として株式会社グラフィニカを設立。
- 2010年12月 - 100%株主であるメモリーテック株式会社が持株会社制に移行し、社名がメモリーテック・ホールディングス株式会社となる。
- 2011年 - 遊技機映像制作事業を行う株式会社バンブーマウンテンの株式を取得。子会社化。
- 2016年 - 実写映像の制作プロダクション業務をスタート。
- 2019年9月19日 - ドルビービジョン対応コンテンツの制作を開始。
- 2022年10月1日 - 同じくメモリーテック・ホールディングス株式会社の100%子会社である株式会社ポニーキャニオンエンタープライズと合併。新たに株式会社クープを設立。

## 事業内容
映像の企画・制作、撮影、編集、各種オーサリング、フィルム作品のフィルムスキャン、またはテレシネによるデジタル化及びリマスター等。
3D映像撮影・編集・2D-3D変換やBlu-ray Disc 3Dのオーサリング等、3D事業も行っている。

## 編集
Smoke、Flame、Inferno、Avid、iQといったノンリニア編集システムと、Accom社のリニア編集システムを導入している。
CMやプロモーション映像、劇場映画、テレビアニメ等の編集を行っている。
テレビアニメでは、サンライズ作品や京都アニメーション作品、サテライト作品、studioぴえろ作品等。
2016年3月、映像編集ツール「Quantel Rio（grass valley社（旧英：Snell Advanced Media社製）」を中心としたUHD編集環境の整備を発表。
2019年9月、DOLBY VISIONの認証取得に伴い、対応コンテンツの制作環境を構築。

## ディレクション
アニメ作品のPV制作や総集編ディレクター、アニメ・ゲーム関連特番のディレクター等としてクレジットされている事がある。
- 劇場版ソードアート・オンライン -オーディナル・スケール-　Teaser Produced　石川奈佑
- Just_Because! 特別番組 ふらり、Just Because!の旅　番組制作　キュー・テック
- あさがおと加瀬さん。　予告編制作　小西夏生
- Fate Project 大晦日TVスペシャル2018　ディレクター　石川奈佑
- あんさんぶるスターズ!　総集編ディレクター　小西夏生
- 劇場版 ハイスクール・フリート　予告編制作　石川奈佑
- ヒプノシスマイク -Division Rap Battle- Rhyme Anima　タイポグラフィ　小西夏生
- 戦翼のシグルドリーヴァ　第八・五話（総集編）ディレクター　大嶋健夫、笠原淳
- カードファイト!!_ヴァンガード_overDress　特別編「catch Up!!」　ディレクター　笠原淳
- マギアレコード 魔法少女まどか☆マギカ外伝 2nd SEASON総集編　総集編ディレクター　笠原淳
- プラオレ!〜PRIDE OF ORANGE〜　PV制作　平岡健佑
- TVアニメ「くノ一ツバキの胸の内」音合わせスペシャル　特番ディレクター　大嶋健夫

## MA
7.1ch、5.1chに対応したマルチチャンネルサラウンドMIXに対応。
「T032：テレビ放送における音声レベル（ラウドネス）運用基準」に対応。

## オーサリング
毎月平均240タイトル、DVD等のオーサリングを行っている。
同社で編集やリマスターを行った作品のオーサリングを行うことも多い。BD-LIVEやBlu-ray Disc 3D規格にも対応している。
2016年3月、オーサリングツール「Scenarist UHD（米 Scenarist社製）」とHEVCエンコーダー「ATEME TITAN（仏 Ateme 社製）」を導入済である事を発表。Ultra HD Blu-ray（UHD BD）に対応したとしている。

## ステレオ3D
3Dリグによる3D撮影と、独自技術による2D-3D変換を行っている。3D撮影には、2Kデジタルシネマカメラと垂直ミラーリグ、フラッシュメモリーレコーダーを組み合わせたシステムを使用。2D-3D変換は、自社開発プログラムと手作業の組み合わせとの事で、詳細は公表していない。編集・カラーグレーディングにはiQ Pabloを使用。プレビューは、RealD方式で行うことができる。
2D-3D変換においては、『とびだすアニメ!! ヒピラくん』が国際3Dアワード2011 Lumiere Japanをテレビ部門：アニメーションとして受賞、『キャプテンハーロック -SPACE PIRATE CAPTAIN HARLOCK-』が国際3D協会 ルミエール・ジャパン・アワード 2013にてグランプリを受賞した。

### 主な3D撮影作品
- 花といきもの立体図鑑（くるくるビュー）

### 主な2D-3D変換作品
- アルビン号の深海探検3D
- 10thアニバーサリー 劇場版 遊☆戯☆王 〜超融合!時空を越えた絆〜
- THE LAST MESSAGE 海猿
- 劇場版3D あたしンち 情熱のちょ〜超能力♪ 母大暴走!
- トリコ 3D 開幕!グルメアドベンチャー!!
- とびだすアニメ!! ヒピラくん
- Baby Princess 3Dぱらだいす0
- 花といきもの立体図鑑（くるくるビュー以外）
- 新世紀GPXサイバーフォーミュラ BD ALL ROUNDS COLLECTION 〜TV Period〜（36話・37話）
- 新・光神話 パルテナの鏡 「おいかけて」「おいかけられて」（シャフト制作のアニメーション）
- Evangelion 3D（SH-06D NERVに収録のオリジナルコンテンツ）
- ルーンファクトリー4（アニメーション部分（オープニング、キャラクター登場シーン））
- サイレントヒル: リベレーション3D（回想シーン）
- キャプテンハーロック -SPACE PIRATE CAPTAIN HARLOCK-（CGアニメ映画）
- 神奇Amazing（中国の3D映画）
- パズドラZ（オープニングアニメーション）
- くるみ割り人形 (2014年の映画)
- 禁忌のマグナ（アニメーション部分（オープニング、キャラクター登場シーン））
- ポポロクロイス牧場物語（アニメーション部分（オープニング、イベントシーン））
- とびだすプリパラ み〜んなでめざせ！アイドル☆グランプリ
- パズドラクロス（オープニングアニメーション）
- ONE PIECE FILM GOLD

## FORS
Faithful Original Signalの略称。当初は、マスタリング時の情報劣化を極限まで抑えるキュー・テック独自のオーサリングプロセスの名称として、2009年7月に発表された。
2013年9月、概念を拡大し、キュー・テックの高画質・高音質ブランドの総称とされた。その際、従来のオーサリングプロセスはFORS systemからFORSと改名され、その他にFORS MASTER PROCESSとFORS CINEMAが設けられた。
FORS MASTER PROCESSのカテゴリにはさらに、FORS EX PROCESS、FORS EX SOUND、FORS EX PICTUREがある。

### FORS（高画質・高音質総合マスタリング・プレス技術）
従来FORS systemと称されていた技術。マスタリング時の情報劣化を極限まで抑えるキュー・テック独自のオーサリングプロセス。
ハードディスクケースは筐体に中国産御影石の「山西黒」を3cm厚で採用し、振動による影響を低減。各機器間にはアイソレーショントランスを使用し、音や映像の信号以外をブロック。フルテック製コネクターを採用した電源ケーブルなどを使用している。
同社でオーサリングを行った一部の作品で使用されている。
2010年、Hiviグランプリ技術特別賞を受賞した。

#### 主なFORS採用作品
- 中村紘子 Hiroko Nakamura At 2009 (+Blu-ray Disc)（Blu-ray Discに関してのみ）
- 機動戦士ガンダムΖΖ メモリアルボックス Part.I・II
- 幻魔大戦
- ファイブスター物語
- NHK CLASSICAL 水戸室内管弦楽団 メンデルスゾーン・プログラム 小沢征爾 小菅優 〜水戸芸術館開館20周年記念〜
- 黒澤明監督作品 / AKIRA KUROSAWA THE MASTERWORKS Blu-ray Disc Collection I・II
- 劇場版 ブレイク ブレイド（全6巻）
- ジャッジ・ドレッド（2012年版）
- フローズン・タイム
- 新機動戦記ガンダムW Blu-ray Box 1・2
- GHOST IN THE SHELL / 攻殻機動隊 4K ULTRA HD Blu-ray
- ルパン三世 カリオストロの城 4K ULTRA HD Blu-ray

### FORS EX PICTURE（高画質映像信号変換技術）
従来、F.O.C.U.S（Fine Optimum Customization Up-convert System）＝高画質HDリマスタリングアップコンと称されていた技術。FORSの定義拡大に伴い改名され（EX PICTURE HD）、同時にHDからHDの際にも採用可能になった他（EX PICTURE）、4Kへのアップコンバートにも対応した（EX PICTURE 4K）。独自のノウハウに基づいた技術で、ジャギーなどを極力排除したシャープな仕上がりになるとしている。SD映像を10項目以上にわたって診断し、作品特性にあわせた最適な方法でHD画質にアップコンバートを行うという。
そのプロセスが適用されている作品は以下の通り。

#### 主なFORS EX PICTURE採用作品
- 青の6号 BD-BOX（旧F.O.C.U.S）
- 涼宮ハルヒの憂鬱 ブルーレイ コンプリート BOX（旧F.O.C.U.S、オープニング・エンディングは除く）
- 戦闘妖精雪風（旧F.O.C.U.S）
- 水樹奈々/NANA CLIPS 5（旧F.O.C.U.S、収録されているMUSIC CLIPの4曲と、BONUS CLIPの2タイトルのみ）
- 灰羽連盟 Blu-ray BOX（旧F.O.C.U.S）
- 咲-Saki- 嶺上開花 スペシャルBlu-ray BOX（旧F.O.C.U.S）
- 鋼鉄天使くるみ Blu-ray BOX（旧F.O.C.U.S）
- 機動戦士ガンダム Blu-ray メモリアルボックス
- 花右京メイド隊 Blu-ray BOX
- マクロスF ゼントラ盛り Blu-ray Box

### FORS EX SOUND（高音質音声エンコード技術）
音質に特化したFORS。アップサンプリングにも対応。EX SOUNDとEX SOUND 96k、EX SOUND 128kがある。

#### 主なFORS EX SOUND採用作品
- ハヤテのごとく!×神のみぞ知るセカイ・ジョイントコンサート2013 『本日、満開桜色!』
- 劇場版 とある魔術の禁書目録 -エンデュミオンの奇蹟-
- 機動戦士ガンダム Blu-ray メモリアルボックス
- RO-KYU-BU! LIVE TOUR 2011 -Fantastic Game
- ロウきゅーぶ！SS
- コードギアス 反逆のルルーシュ 5.1ch Blu-ray BOX
- 幻影ヲ駆ケル太陽
- さばげぶっ!
- ウルトラマンティガ Complete Blu-ray BOX
- KING OF PRISM by PrettyRhythm

#### 主なFORS EX SOUND 96k採用作品
- Virginia/ヴァージニア
- エージェント・マロリー
- 伏 鉄砲娘の捕物帳
- 悪の教典
- Heavenly Island New Caledonia
- 逃走車
- デッド寿司
- すーちゃん まいちゃん さわ子さん
- ライジング・ドラゴン
- ポゼッション

### FORS CINEMA（高音質シネマ技術）
デジタル原信号の高忠実伝送を追求したとのことで、ダビングステージで制作されたマスターサウンドクオリティをシアターで忠実に再現できるとしている。

#### 主なFORS CINEMA採用作品
- キャプテンハーロック -SPACE PIRATE CAPTAIN HARLOCK-（CGアニメ映画）

## CG / VFX
Autodesk Maya、3DS Maxによる3DCG作成や、Autodesk Flameのコンポジット、Autodesk Smokeのフィニッシングなど。
子会社の株式会社グラフィニカでも、CG・VFX制作を行っている。

## テレシネ / フィルムスキャン
テレシネは、Spirit Data Cineによって行っているとしている。2011年にはARRISCANを導入し、4Kフィルムスキャンを推進している。4Kフィルムスキャンの採用作品は明らかにされていない。
なお、テレシネやフィルムスキャンと併せて、デジタルリマスタリングも行っている。